# ワン・ダズン・ベリーズ
『ワン・ダズン・ベリーズ』（One Dozen Berrys）は、チャック・ベリーが1958年に発表した2作目のスタジオ・アルバム。

## 背景
シングルA面/B面曲として既発の6曲と、本作が初出の6曲から成る。新曲のうち「ロウ・フィーリング」は、「ブルー・フィーリング」（シングル「ロックンロール・ミュージック」B面曲）の回転数を落とした物である。また、「インゴー」と「イット・ドント・テイク・バット・ア・フュー・ミニッツ」は、ベリー自身のオーバー・ダビングにより録音された。
「ラ・ファウンダ」は、1957年6月にリリースされたシングル「オー・ベイビー・ドール」のB面曲だが、本作には別ミックスのヴァージョンが収録された。

## 評価・影響
Bruce Ederはオールミュージックにおいて5点満点中4.5点を付け「チャック・ベリーのセカンド・アルバムは、前作と比べて少々洗練されている。『ワン・ダズン・ベリーズ』は、"Sweet Little Sixteen"と"Rock & Roll Music"というシングル・ヒット曲で注目されている感もあるが、ここに収録された曲の大部分は、これらの曲と似すぎておらず、むしろ残りの10曲こそ、個々においてチャック・ベリー的サウンドを醸し出す様々な要素をクローズアップさせている」と評している。ヤードバーズがアルバム『ロジャー・ジ・エンジニア』（1966年）で発表した「ジェフズ・ブギー」は、本作収録曲「ギター・ブギー」が元になっている。

## 収録曲
全曲ともチャック・ベリー作。2. 4. 6. 8. 11.はインストゥルメンタル。
1. スウィート・リトル・シックスティーン "Sweet Little Sixteen" – 3:02
2. ブルー・フィーリング "Blue Feeling" – 3:01
3. ラ・ファウンダ "La Juanda" – 3:12
4. ロック・アット・ザ・フィルハーモニック "Rock at the Philharmonic" – 3:24
5. オー・ベイビー・ドール "Oh Baby Doll" – 2:38
6. ギター・ブギー "Guitar Boogie" – 2:21
7. リーリン・アンド・ロッキン "Reelin' and Rockin'" – 3:16
8. インゴー "Ingo" – 2:31
9. ロックンロール・ミュージック "Rock and Roll Music" – 2:33
10. ハウ・ユーヴ・チェンジド "How You've Changed" – 2:48
11. ロウ・フィーリング "Low Feeling" – 3:10
12. イット・ドント・テイク・バット・ア・フュー・ミニッツ "It Don't Take but a Few Minutes" – 2:29

各曲の録音日は下記の通り。
- 1957年1月21日 - 2. 3. 11.
- 1957年5月6日または15日 - 5. 9. 10.
- 1957年12月29日 - 30日 - 1. 4. 6. 7.
- 1958年2月27日 - 8. 12.

### 2010年再発CD (UICY-94625) ボーナス・トラック
2013年再発盤(UICY-75942)、2015年再発盤(UICY-77328)、2017年再発盤(UICY-78358)も同様の内容となっている。
1. ロックンロール・ミュージック（オルタネイト） "Rock and Roll Music (Alternate)" – 2:26
2. スウィート・リトル・シックスティーン（テイク11） "Sweet Little Sixteen (Take 11)" – 3:09
3. スウィート・リトル・シックスティーン（オリジナル・マスター） "Sweet Little Sixteen (Original Master)" – 3:17
4. リーリン・アンド・ロッキン（テイク7/8） "Reelin' and Rockin' (Take 7/8)" – 3:46
5. ジョニー・B.グッド（オルタネイト・テイク2/3） "Johnny B. Goode (Alternate Take 2/3)" – 3:21
6. アラウンド・アンド・アラウンド（オーヴァーダブ・テイク2） "Around and Around (Overdub Take 2)" – 2:49
7. アラウンド・アンド・アラウンド（オーヴァーダブ・テイク3） "Around and Around (Overdub Take 3)" – 2:43
8. インゴー（オーヴァーダブ・テイク3） "Ingo (Overdub Take 3)" – 2:57
9. ビューティフル・デライラ（オルタネイト・テイク15/16） "Beautiful Deliah (Alternate Take 15/16)" – 2:32
10. ビューティフル・デライラ（テイク6） "Beautiful Deliah (Take 6)" – 2:10
11. 21ブルース "21 Blues" – 2:11
12. 21 "21" – 2:27
13. 21（テイク14） "21 (Take 14)" – 2:38
14. ヴァケイション・タイム "Vacation Time" – 2:53